# Mikael Grahn
Mikael Grahn, född 1958, är en svensk serieskapare, bosatt i Stockholm. Han är även verksam som spelprogrammerare och elektronmusiktonsättare.

## Utgivet
- "Dix Dogfight", Svenska Serier, 1980
- "Kapten DDT möter Fulingarna", Zällsamma Zerier, 1982
- "Tändsticksgubben och Gummitjejen" (manus Horst Schröder)

1. "Grön Natt", album på Medusa förlag 1982
2. "Pearl - Flickan som kom in från värmen", album på Medusa förlag 1984
3. "Stormkantring", följetong i Epix 1985

- "Algol" (med Johan Andreasson), Elitserien 1985, Elixir 1986
- "Gota-Petter" (reklamserie för Gotabanken, publicerad i strippform i Veckans Affärer), 1986-87
- "Orvar", Elixir 1986-87
- "Guld-Gunde" (under pseudonymen Art Nicks), veckostripp 1986–88
- "Uno" (med Magnus Knutsson), följetong i DN 1986-88
- "Allemansland", gästserie i DN 1987
- "Korsmannen" (med Johan Andreasson, Lars Andreasson och Jonas Andersson) följetong i Svenska Serier, 1988
- "Peppe Pepsodent" (reklamserie för Pepsodent), 1989-
- "Silikon-Valle" (veckostripp i Computer Sweden), 1989-
- "Gemene Man", Pyton 1991–94
- "Vittnena", Pyton 1993–94
- "Historieförbättraren" (med Johan Höjer), följetong i DN 1999, i album 2000 (Tago förlag)
- "Illustrerad Djävulskap", Herman Hedning, 2003-
- "Gamasjenes Hemmelighet" (manus Eirik Ildahl), album baserat på den norska TV-serien "Bröderna Dal", 2005